# 宝五镇
宝五镇，原为宝五乡，是中华人民共和国四川省乐山市井研县下辖的一个乡镇级行政单位。撤销宝五乡和三教乡，设立宝五镇，以原宝五乡和原三教乡所属行政区域为宝五镇的行政区域。

## 行政区划
宝五镇下辖以下地区：
宝五街社区、五爱村、塘湾村、五龙场村、桂花村、三溪村和曙光村。